# Vicki Barr
Victoria Barr, detta Vicki (Gateshead, 14 aprile 1982), è una velocista britannica.

## Palmarès
| Anno                                | Manifestazione          | Sede       | Evento  | Risultato | Prestazione | Note |
| ----------------------------------- | ----------------------- | ---------- | ------- | --------- | ----------- | ---- |
| In rappresentanza del Regno Unito   |                         |            |         |           |             |      |
| 2009                                | Europei indoor          | Torino     | 4×400 m | Argento   | 3'30"42     |      |
| 2009                                | Mondiali                | Berlino    | 4×400 m | Bronzo    | 3'25"16     |      |
| 2010                                | Europei                 | Barcellona | 4x400 m | Argento   | 3'24"32     |      |
| In rappresentanza dell' Inghilterra |                         |            |         |           |             |      |
| 2010                                | Giochi del Commonwealth | Delhi      | 4×400 m | Argento   | 3'29"51     |      |